# What's Your Number?
What's Your Number? (Brasil: Qual Seu Número? / Portugal: A Lista dos Ex) é um filme de comédia romântica estrelada por Anna Faris e Chris Evans. É baseado no livro 20 Times a Lady de Karyn Bosnak.
Foi lançado no dia 30 de setembro de 2011.

## Enredo
Ally Darling (Anna Faris) é uma mulher de 30 e poucos anos que está lutando para tomar melhores decisões com sua vida. Seu namorado Rick (Zachary Quinto) termina com ela quando ela lhe pede para participar do casamento de sua irmã Daisy (Ari Graynor), e ela então é demitida de seu trabalho. Enquanto está indo para casa, Ally se depara com um artigo da revista Marie Claire intitulado "Qual é o seu número?", que diz que as mulheres que têm mais de 20 amantes em sua vida têm dificuldade em encontrar um marido. Depois de fazer uma lista de todos os homens com os quais ela dormiu, ela percebe que seu número é de 19 amantes, fazendo-a decidir não fazer sexo com mais ninguém até que ela encontre a pessoa certa. Porém, Ally acorda depois da festa de despedida de solteira de Daisy e descobre que ela dormiu com seu ex-patrão Roger (Joel McHale). Na esperança de esquecer um confronto difícil, Ally permite que seu vizinho Colin Shea (Chris Evans) entre em seu apartamento para fazer com  que Roger saia de lá. Acontece que Colin somente foi lá para evitar uma garota que dormiu com ele, porque ele não quer dar às mulheres que ele fica qualquer expectativa.
Ally então encontra "Donald Nojento" (Chris Pratt), seu ex-namorado com sobrepeso que agora se tornou bem sucedido e de boa aparência. Ela então decide rastrear todos os seus ex-namorados, na esperança de que um deles tenha se tornado um homem com o qual queira se casar, e, portanto, o número de homens com os quais ela dormiu nunca terá que aumentar. Ela recebe a ajuda de Colin em troca de deixá-lo ficar em seu apartamento depois de seus encontros de uma noite, mas as coisas não funcionam bem do jeito que ela esperava. Ally se lembra por que não deu certo com esses homens da primeira vez. Depois de uma briga com Colin, Ally pensa que ela finalmente encontrou seu par ideal - uma antiga paixão, Jake Adams (Dave Annable). Ela vai ao casamento de sua irmã com Jake apenas para perceber que o homem que ela ama verdadeiramente é Colin. Ally atravessa a cidade para encontrar Colin e os dois se reúnem com um beijo. Depois, Ally recebe um telefonema de um antigo namorado (Aziz Ansari) dizendo-lhe que eles, na verdade, nunca dormiram juntos. Ally se alegra com o fato de que Colin é de fato o 20º e último homem com o qual ela dormiu.

## Elenco
| Ator                 | Papel              |
| -------------------- | ------------------ |
| Anna Faris           | Ally Darling       |
| Chris Evans          | Colin Shea         |
| Joel McHale          | Roger              |
| Blythe Danner        | Ava Darling        |
| Ed Begley, Jr.       | Sr. Darling        |
| Andy Samberg         | Gerry Perry        |
| Zachary Quinto       | Rick               |
| Oliver Jackson-Cohen | Eddie Vogel        |
| Thomas Lennon        | Dr. Barrett Ingold |
| Mike Vogel           | Dave Hansen        |
| Chris Pratt          | Disgusting Donald  |
| Dave Annable         | Jake Adams         |
| Martin Freeman       | Simon              |
| Anthony Mackie       | Tom Piper          |
| Ari Graynor          | Daisy Darling      |
| Eliza Coupe          | Shelia             |
| Heather Burns        | Eileen             |
| Kate Simses          | Katie              |
| Tika Sumpter         | Jamie              |
| Denise Vasi          | Cara               |

## Bilheteria
Arrecadou US$ 14 milhões nos Estados Unidos e Canadá e US$ 16,4 milhões em outros territórios, para um total bruto de US$ 30,4 milhões contra um orçamento de US$ 20 milhões. Arrecadou US$ 5,4 milhões em seu fim de semana de estreia, terminando em 8º lugar nas bilheterias. 

## Recepção
No site agregador de críticas Rotten Tomatoes, 33% das 115 avaliações dos críticos são positivas. O consenso do site afirma: "A afinação cômica de Anna Faris é afiada como sempre, mas é desperdiçada, afastada, nesta previsível comédia clichê."
O Metacritic, que usa uma média ponderada, atribuiu ao filme uma pontuação de 35 em 100, baseado em 31 críticos, indicando críticas "geralmente desfavoráveis".